# شهرستان مک‌کینلی (نیومکزیکو)

شهرستان مک‌کینلی، نیومکزیکو یکی از شهرستان‌های ایالت نیومکزیکو در آمریکاست. مساحت این شهرستان ۱۴٫۱۳۰ کیلومترمربع بوده و طبق آمار تا سال ۲۰۱۰، جمعیتی معادل ۷۱٫۴۹۲ نفر در آن سکونت داشته‌اند.
مک‌کینلی از شهرستان‌های شرقی نیومکزیکو بوده و مرکزش، شهر گلوپ است.

## پیوند
- وب‌گاه رسمی